# 钱俨
錢儼（937年—1003年），本名弘信，字誠允，杭州錢塘（今浙江杭州）人，是五代十國的吳越國國王的孙子，吴越国第二任国王钱元瓘的第十四子，母崔夫人。与钱俶为异母兄弟。幼時曾被进往寺院为沙门，稍长回宫，勤谨好学。曾擔任镇东军安抚副使。显德四年（967年），署衢州（今属浙江）刺史，旋知婺州武勝軍事、晉光祿大夫、封開國伯，開寶三年（970年）知湖州，充宣德军安抚使。太平兴国三年（978年），钱俨隨钱俶归附宋朝，授随州观察使，侍祠郊宫，特诏升錢俨班列於节度使之次。太祖对天赐监主事说：“钱俨儒者，宜择驯马给之。”后代兄钱仪为金州观察使。雍熙四年（987年），钱俨受命出判和州，在职十七年。开宝七年（994年），宋太祖下诏吴越出兵配合进攻南唐。錢俶進攻常州，錢俨奉命督运糟粮，保证部隊
顺利进军。咸平六年（1003年）钱俨去世，终年六十七，赠昭化军节度。

## 重要著作
- 《吳越備史》
- 《備史遺事》
- 《忠懿王勳業志》
- 《錢氏戊申英政錄》若干卷
- 《貴溪叟自序傳》一卷